# Déserteur (chanson)
Pour les articles homonymes, voir Le Déserteur et Déserteur (homonymie).
Pistes de Morgane de toi
Ma chanson leur a pas plu... Près des autos tamponneuses
Déserteur est une chanson de Renaud publiée dans l'album Morgane de toi de 1983 et sortie en face B du single Morgane de toi.

## Contenu
La chanson, sur une mélodie totalement différente, est une variation et une réactualisation de la chanson Le Déserteur de Boris Vian de 1954.
Sur un texte sciemment antimilitariste, irrévérencieux et provoquant — le président de la République y est invité à venir manger des nouilles et fumer un pétard — dans un esprit soixante-huitard — retour à la nature, vie en communauté dans une ferme — la chanson est un plaidoyer pour le désarmement, une dénonciation de la rivalité dans leur course à la prolifération des armes nucléaires de l'URSS et des États-Unis, doublé de l'aveu d'une impuissance résignée : « Quand les Russes, les Ricains feront péter la planète, moi j'aurai l'air malin avec ma bicyclette ».
Avec cette ode empreinte de pacifisme, Renaud se revendique « un militant du parti des oiseaux, des baleines, des enfants, de la Terre et de l'eau ».

## Incident du parc Gorki

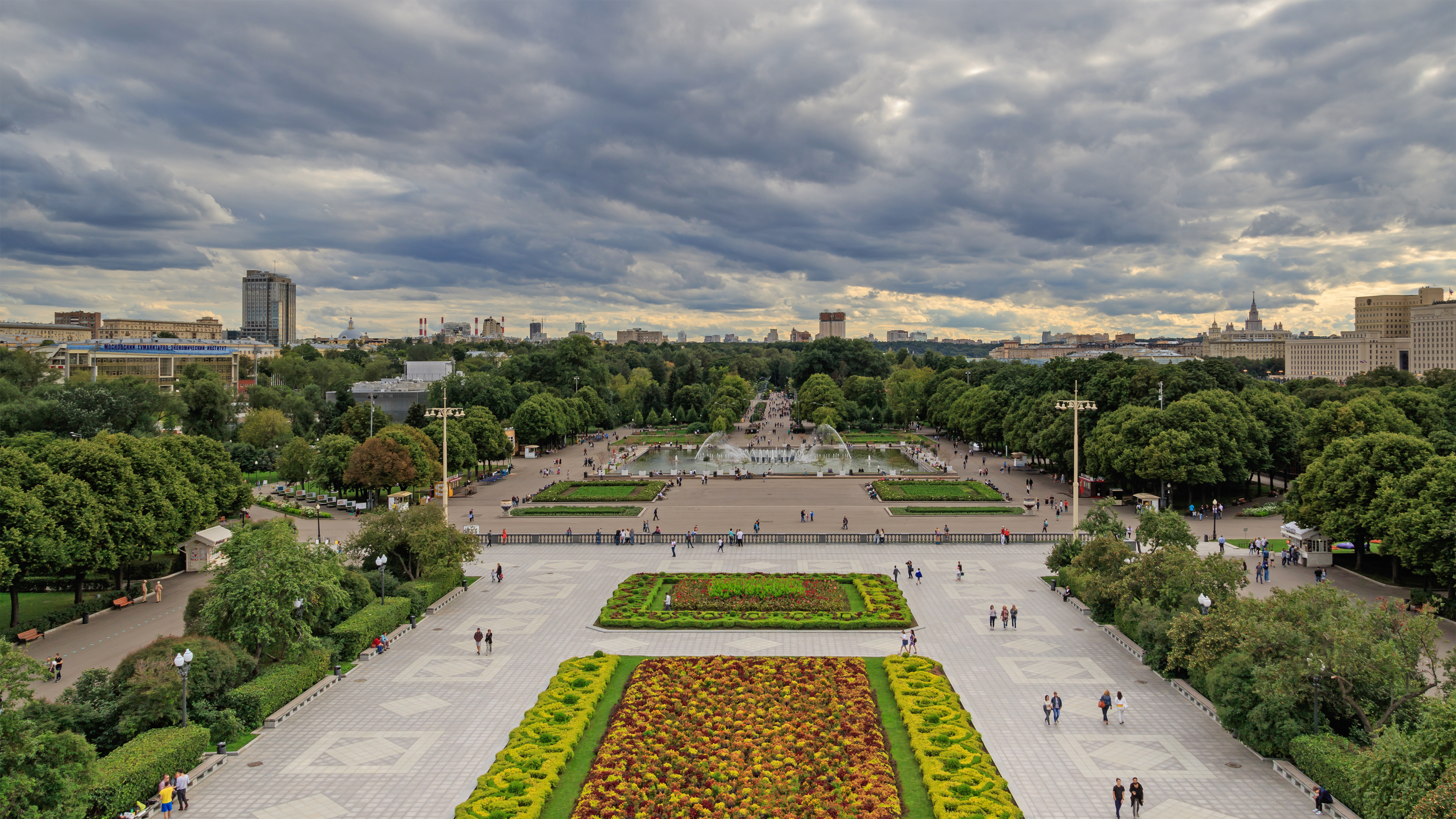
Le parc Gorki.

En août 1985, Renaud est invité à Moscou, alors capitale de l'Union soviétique, dans le cadre du Festival mondial des jeunes et des étudiants pour donner une série de concerts. 
Lors du deuxième concert organisé au parc Gorki, environ un tiers des 10 000 spectateurs présents se lèvent et quittent les lieux au moment où il entame Déserteur. Renaud apprendra plus tard qu'il s'agissait d'une manœuvre des Jeunesses communistes soviétiques,. 
Renaud, fils de communistes fervents, sort profondément blessé et même furieux (« j'ai failli sortir dix fois de scène »). Cet épisode change à jamais sa vision de l'Union soviétique et lui inspirera le texte de la chanson Fatigué, qu'il écrit sur un banc de la place Rouge.

## Guerre du Golfe et nouvelle version
À la suite de la participation de la France à la guerre du Golfe (1990-1991), Renaud publie une réadaptation de la chanson dans L'Idiot international du 9 janvier 1991,.